# Icarie XB-1
Icarie XB-1 (titlul original: în cehă Ikarie XB 1) este un film științifico-fantastic cehoslovac, realizat în 1963 de regizorul Jindrich Polák, după romanul Norul lui Magellan a scriitorului Stanisław Lem, protagoniști fiind actorii Zdeněk Štěpánek, Radovan Lukavský, Dana Medřická. 

## Conținut
În anul 2163 o navă spațială de cercetare, pleacă într-o călătorie de ani, de la Pământ spre o planetă cu proprietăți asemănătoare celei terestre, care se află la o distanță de 4,3 ani lumină de sistemul stelar Alpha Centauri. După start, nava Ikarie XB-1 atinge aproape viteza luminii dar din cauza fenomenului de dilatare a timpului pentru echipajul navei, echivalentul timpului parcurs este de aproximativ doi ani, echivalând cu 15 ani pe Terra. Echipajul internațional are de luptat atât cu probleme psihice în spațiul îngust al navei, cât și din cauza pericolelor exterioare. Astfel ei descoperă o altă navă spațială terestră cu întregul echipaj mort, datorită radiațiilor radioactive. Doi membrii ai echipajului Ikarie XB-1, Herold și Kubes care cercetau nava, mor din cauza exploziei unor focoase nucleare vechi. Zborul pe lângă o stea întunecată, care emană o radiație foarte periculoasă, aproape că înseamnă încheierea misiunii. În final, cercetătorii ajung pe planeta asemănătoare Terrei, pe care aparent există o civilizație similară celei pământene.

## Distribuție
- Zdeněk Štěpánek - căpitanul Vladimir Abajev
- Radovan Lukavský - comandantul MacDonald
- Dana Medřická - Nina Kirova, sociolog
- Irena Kačírková - Brigitte
- František Smolík - Anthony Hopkins
- Otto Lackovič - Michal
- Miroslav Macháček - Marcel Bernard
- Jiří Vršťala - Erik Svenson, pilot
- Rudolf Deyl - Ervin Herold, pilot
- Jaroslav Mareř - Milek Wertbowsky
- Martin Tapák - Petr Kubes, biolog
- Marcela Martínková - Steffa, soția lui Wertbowsky
- Jozef Adamovič - Zdenek Lorenc
- Jaroslav Rozsíval - medic
- Růžena Urbanová - Eva, istoric
- Svatava Hubenaková - Rena, soția lui MacDonalds
- Olga Schoberová – membra echipajului

## Premii și nominalizări
- 1963 A făcut parte din selecția oficială Cannes Classics la Festivalul de la Cannes
- 1963 Câștigător la Festivalul Filmului de la Triest